# Лоренцо Крізетіг
Лоренцо Крізетіг (італ. Lorenzo Crisetig, нар. 20 січня 1993, Чивідале-дель-Фріулі) — італійський футболіст, півзахисник клубу «Падова».
Виступав, зокрема, за клуби «Інтернаціонале» та «Реджина», а також молодіжну збірну Італії.

## Клубна кар'єра
Народився 20 січня 1993 року в місті Чивідале-дель-Фріулі.
У дорослому футболі дебютував 2011 року виступами за команду «Інтернаціонале», в якій провів один сезон, взявши участь у 0 матчах чемпіонату. 
Згодом з 2012 по 2020 рік грав у складі команд «Спеція», «Кротоне», «Кальярі», «Болонья», «Кротоне», «Болонья», «Фрозіноне», «Беневенто» та «Мірандес».
Своєю грою за останню команду привернув увагу представників тренерського штабу клубу «Реджина», до складу якого приєднався 2020 року. Відіграв за команду з Реджо-Калабрія наступні три сезони своєї ігрової кар'єри. Більшість часу, проведеного у складі «Реджини», був основним гравцем команди.
До складу клубу «Падова» приєднався 2024 року. Станом на 28 квітня 2024 року відіграв за клуб з Падуї 15 матчів у національному чемпіонаті.

## Виступи за збірні
У 2008 році дебютував у складі юнацької збірної Італії (U-16), загалом на юнацькому рівні взяв участь у 41 іграх.
Протягом 2010–2015 років залучався до складу молодіжної збірної Італії. На молодіжному рівні зіграв у 17 офіційних матчах, забив 2 голи.